# Technology Evangelist
Ein Technology Evangelist oder Chief Evangelist (wörtliche Übersetzung: „Technik-Prediger“ oder „Technik-Missionar“) ist jemand, der versucht, andere für eine Technologie zu begeistern. Er fungiert dabei häufig als eine Art Unternehmenssprecher.
Der Technology Evangelist oder Chief Evangelist beteiligt sich hierfür beispielsweise als Ansprech- und Diskussionspartner aktiv in Foren, Konferenzen oder Benutzertreffen (z. B. Usergrouptreffen, Barcamps). Auch Fachvorträge, Artikel in einschlägigen Medien, Erstellung von Podcasts, Webcasts oder Blogs sowie der Betrieb fachbezogener Communitys und die Bereitstellung von Beispielen gehören zu den typischen Tätigkeiten.

## Allgemeines
Der Titel „Evangelist“ erklärt sich aus der Wortbedeutung des griechischen Stammwortes „Evangelium“, welches sich mit „die gute Nachricht“ übersetzen lässt. Die berufliche Rolle ist  jedoch nicht religiös konnotiert. Der griechische Wortstamm εύαγγέλιον (latinisiert zu Evangelium) meinte ursprünglich die Belohnung, die dem Boten für gute Nachrichten gegeben wurde (εϋ = „gut“, άγγέλλω = „ich bringe eine Nachricht“). Insofern ist die Art und Weise, wie der Begriff in der Phrase „Technologie-Evangelist“ verwendet wird, tatsächlich näher an der ursprünglichen Bedeutung als die religiöse „gute Nachricht“, mit der er später assoziiert wurde.
So sind „Technology Evangelists“ Menschen, die einerseits selbst begeistert sind und andererseits die Fähigkeit besitzen, andere Menschen zu begeistern. Wenngleich einige Unternehmen professionelle „Technology Evangelists“ beschäftigen, gibt es auch solche, die ausschließlich privat und aus persönlicher Überzeugung tätig sind.

## Bekannte Beispiele
Apple stellte mit Guy Kawasaki den ersten offiziellen Technology Evangelist ein. Prominente heutige Vertreter dieser Rolle sind:
- Vinton G. Cerf, Chief Internet Evangelist, Google[3]
- Timo Elliott, Global Innovation Evangelist, SAP[4]
- Wolfgang Gründinger, Chief Evangelist, Enpal[5][1]
- Jörg Heinemann, Innovation Evangelist, Otto[6]
- Michel Valstar, Chief Evangelist, Blueskye.AI[5]
- Danilo Jovicic-Albrecht, Chief Evangelist, Vialytics[5]
- Robert Scoble (ehemals Microsoft)
- Andrea Muttoni (Amazon Echo)[7]